# Isabel de Portugal Trabal i Tallada
Isabel de Portugal Trabal i Tallada (Barcelona, 4 de març de 1924 – 16 de febrer de 2014) fou la primera dona catalana llicenciada en Enginyeria Industrial i cofundadora de la Caixa d'Enginyers.

## Estudis
Nascuda el 4 de març del 1924 en el si d'una família d'industrials, va començar els estudis d'Enginyeria Industrial l'any 1943, a l'escola que aleshores es deia Escuela Técnica Superior de Ingenieros Industriales de España, després d'haver aprovat els dos grups d'ingrés.
L'any 1949 va obtenir el títol d'Enginyer Industrial, ocupant el primer lloc de la 92a promoció de la Escuela Técnica Superior de Ingenieros Industriales de Barcelona, amb la qualificació d'excel·lent amb Premi Extraordinari. Va ser la primera dona Enginyer Industrial de Catalunya i la segona d'Espanya. El 1963 va ser la primera dona de l'Estat espanyol que va obtenir el títol de Doctor Enginyer Industrial el 1963.

## Trajectòria professional
Començà a exercir a l'empresa metal·lúrgica del seu pare, especialitzada en la construcció de maquinària per a la fabricació de cel·lulosa, paper i cartró, a Barcelona. Estigué al capdavant de la fàbrica fins a l'any 1981, treballant amb el seu germà Pere, enginyer tècnic.
L'any 1959 va entrar a la Junta Directiva de l'Associació d'Enginyers Industrials de Catalunya. L'any 1961 en va ser nomenada vocal bibliotecària, càrrec al qual es va dedicar durant setze anys. Durant aquest període, va desenvolupar la que es va anomenar «Operació Norma», i que va dotar la biblioteca de les normes de més rellevància en matèria de regulació industrial.
Formà part també de la comissió interinstitucional entre l'Associació i el Col·legi d'Enginyers Industrials que explorà les possibilitats de crear una entitat que respongués a les necessitats financeres dels enginyers industrials. Aquest projecte es va fer realitat el 29 de setembre de 1967, amb la fundació de la Caixa Cooperativa de Crèdit i Estalvi del Col·legi d'Enginyers Industrials de Catalunya, avui Caixa d'Enginyers. Apostant per treballar sempre amb plans estratègics clars i concrets i de resoldre els problemes dels enginyers, Isabel de Portugal va ocupar, com a membre del consell rector de l'entitat, el càrrec de tresorera fins al 3 de desembre de 1991, quan fou escollida presidenta de Caixa d'Enginyers. Va ocupar la presidència fins a l'any 2007, moment de la seva jubilació. Del 2007 al 2014 en fou la presidenta d'honor, fins al 16 de febrer de 2014, data de la seva mort.

## Honors
L'any 1991 fou guardonada amb la Medalla Francesc Macià de la Generalitat de Catalunya per la seva dilatada trajectòria professional.
En el seu record, la Fundació Caixa d'Enginyers organitza cada any el Premi Idees Innovadores Isabel P. Trabal, un concurs amb l'objectiu de promoure el desenvolupament de projectes emprenedors relacionats amb el món de la ciència, la tecnologia, la innovació i la sostenibilitat.